# シボレー・トラッカー
トラッカー（Tracker ）は、シボレーが販売しているSUVである。

## 初代（1989年 - 2004年）
1989年に発表された。

## 2代目（1999年 - 2016年）
1999年に発表された。

## 3代目（2013年 - 2020年）
2013年に発表された。

## 4代目（2019年 - ）
2019年4月、シボレーは上海モーターショーで、次世代のクロスオーバーSUVを発表した。そして年内に、中国での販売を開始した。
2020年からはブラジルなどでも販売を開始した。